# 1976年夏季残疾人奥林匹克运动会西德代表团
1976年夏季残疾人奥林匹克运动会西德代表团是西德派出的1976年夏季残疾人奥林匹克运动会代表团。获得37枚金牌、34枚银牌和26枚铜牌。